# Гільхінг
Гільхінг (нім. Gilching) — громада в Німеччині, розташована в землі Баварія. Підпорядковується адміністративному округу Верхня Баварія. Входить до складу району Штарнберг.
Площа — 31,49 км2. Населення становить 19 061 особа (станом на 31 грудня 2020).

## Персоналії
- Мія Юлія Брюкнер — німецька порноакторка, partyschlager[de]-співачка та еротична модель.

## Галерея

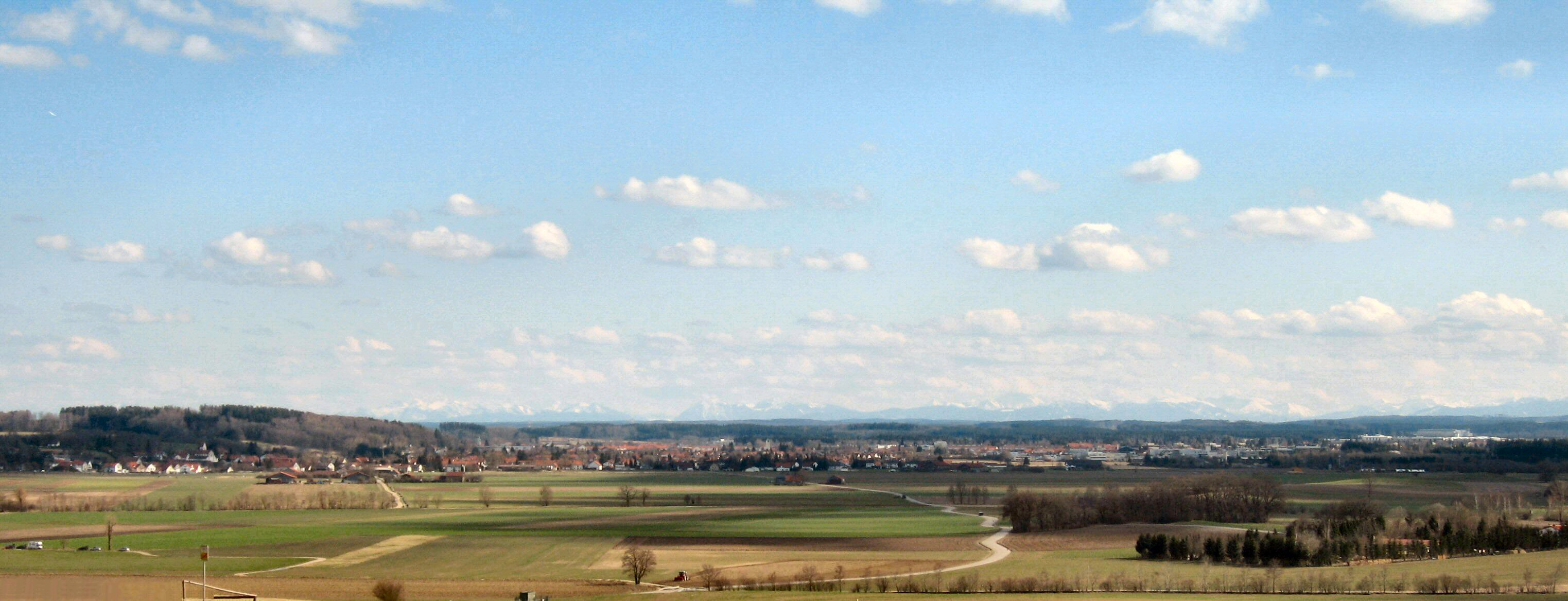
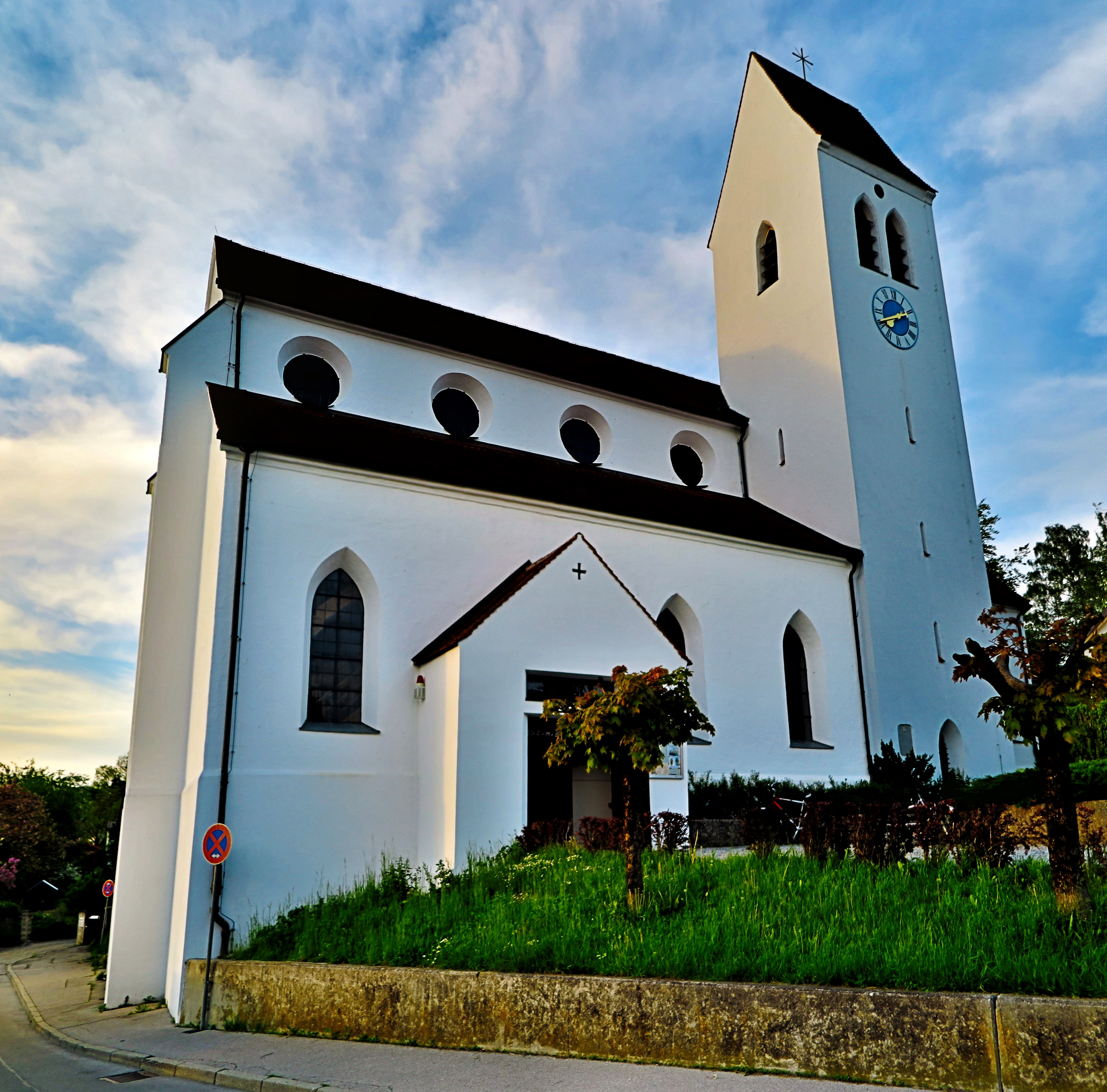
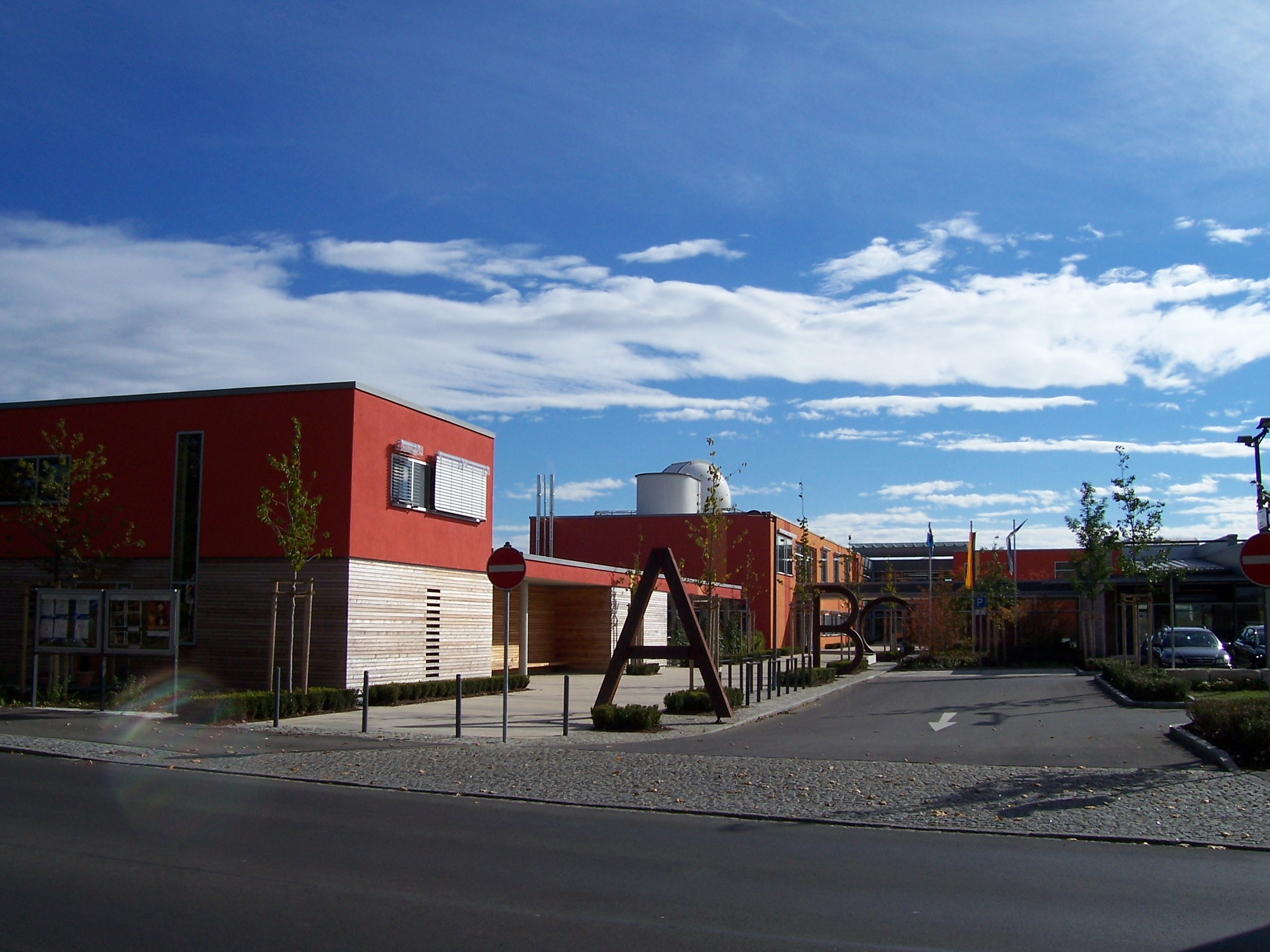
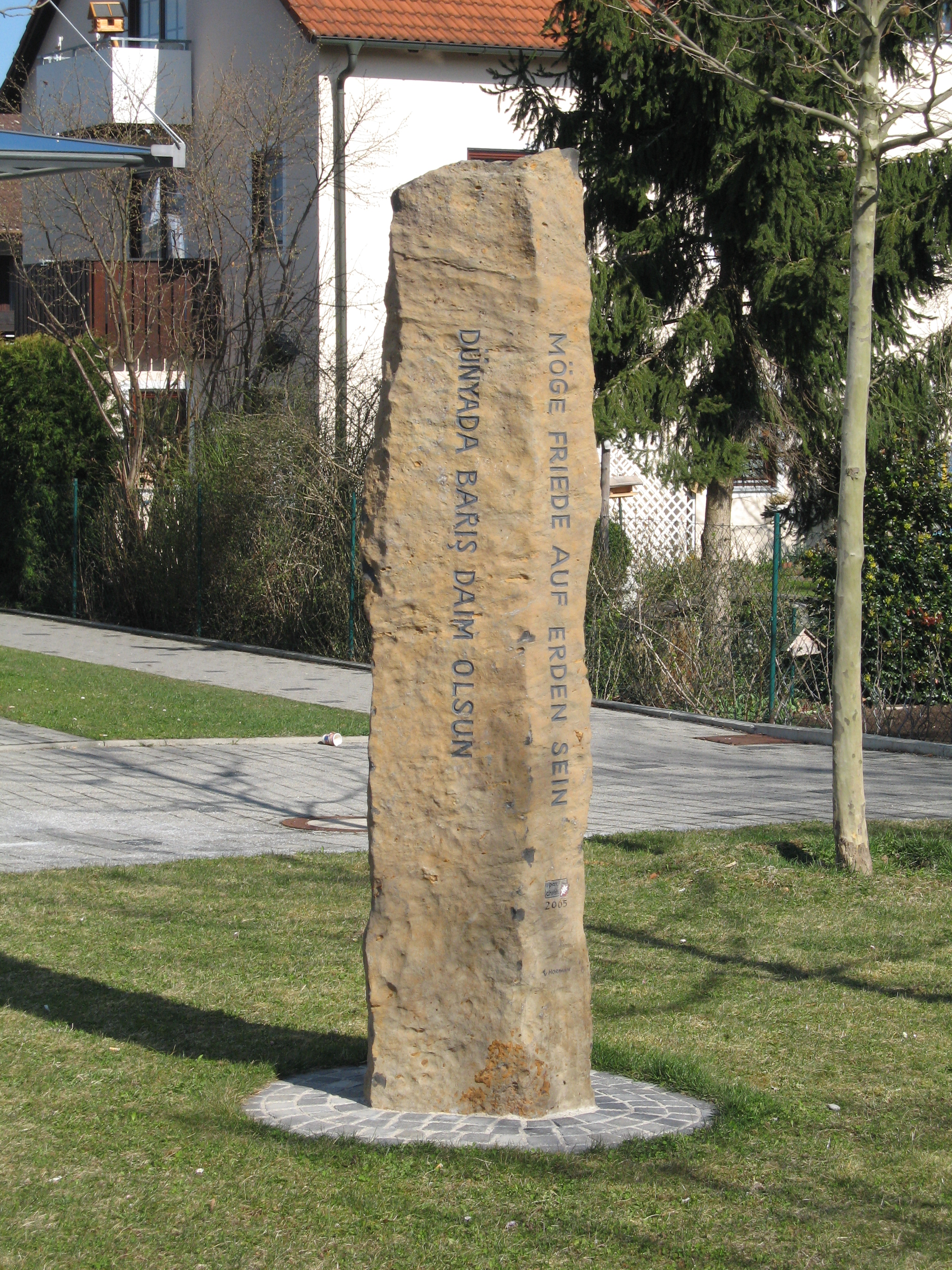
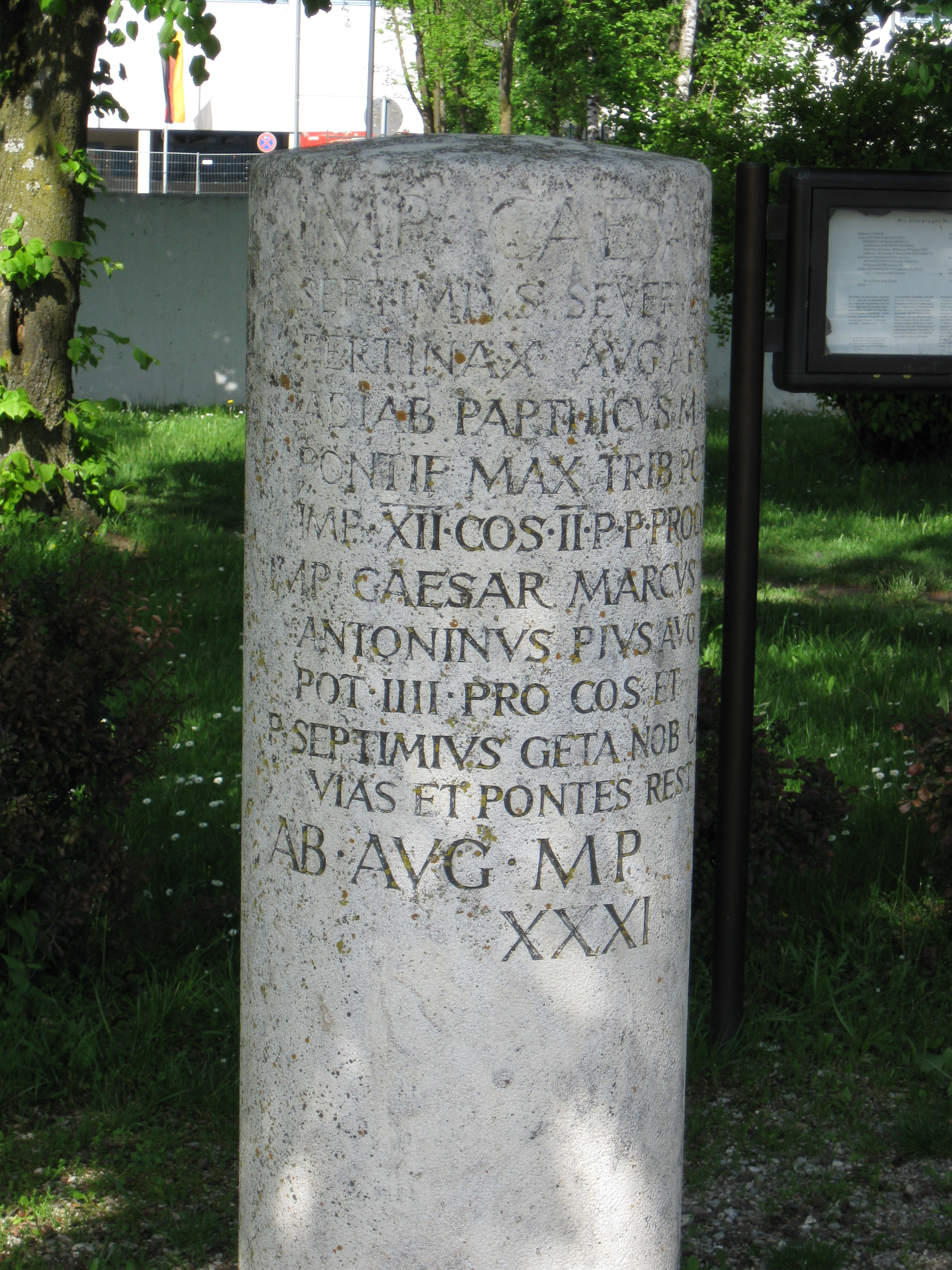
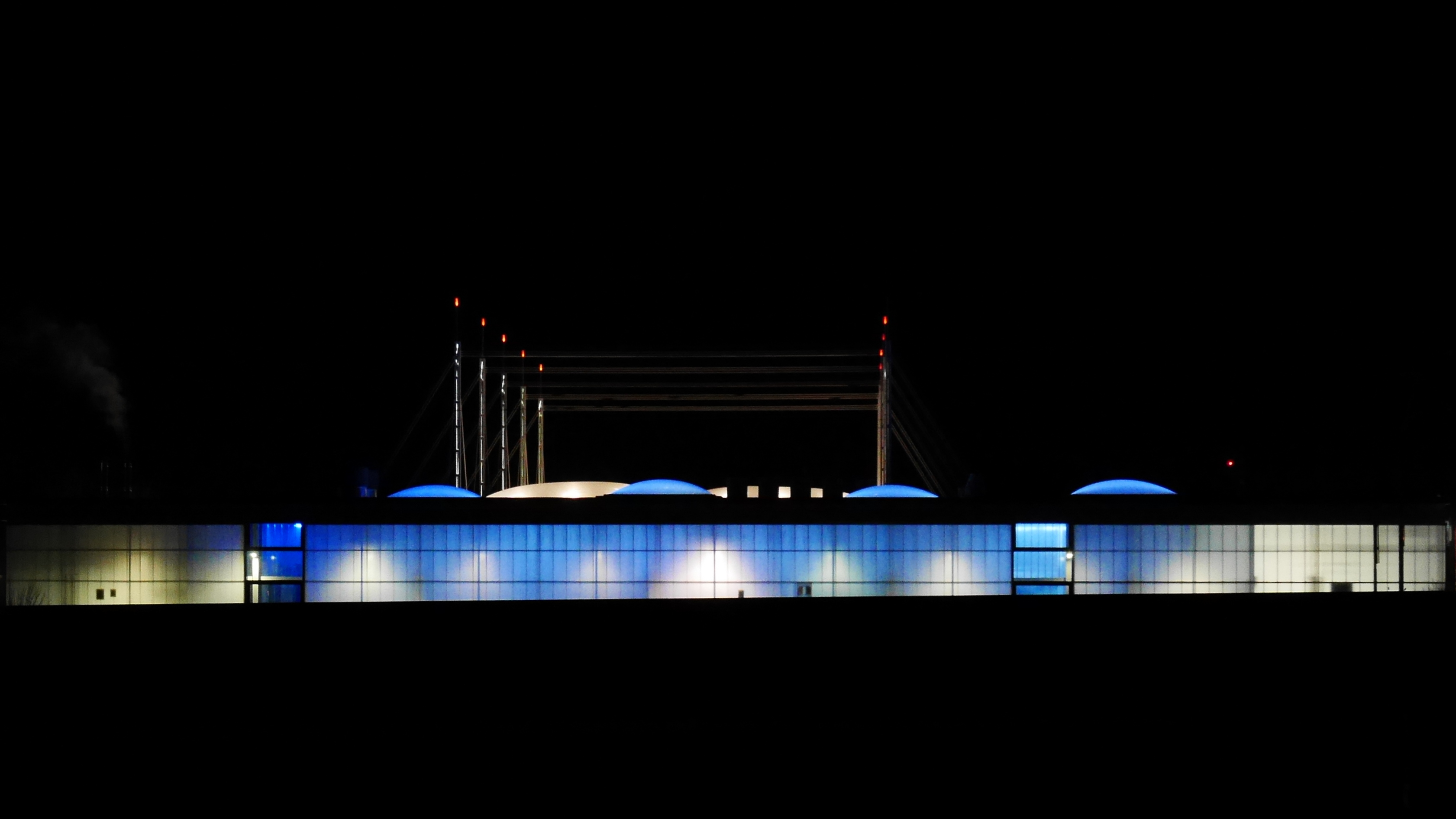